# Finlandia en los Juegos Olímpicos de Ámsterdam 1928
Finlandia estuvo representada en los Juegos Olímpicos de Ámsterdam 1928 por un total de 69 deportistas que compitieron en 11 deportes.  
El portador de la bandera en la ceremonia de apertura fue el atleta Akilles Järvinen.

## Medallistas
El equipo olímpico finlandés obtuvo las siguientes medallas:
| Nombre             | Deporte            | Competición             |
| ------------------ | ------------------ | ----------------------- |
| Oro                |                    |                         |
| Harri Larva        | Atletismo          | 1500 m M                |
| Ville Ritola       | Atletismo          | 5000 m M                |
| Paavo Nurmi        | Atletismo          | 10 000 m M              |
| Toivo Loukola      | Atletismo          | 3000 m con obstáculos M |
| Paavo Yrjölä       | Atletismo          | Decatlón M              |
| Väinö Kokkinen     | Lucha grecorromana | 75 kg M                 |
| Kaarlo Mäkinen     | Lucha libre        | 56 kg M                 |
| Arvo Haavisto      | Lucha libre        | 72 kg M                 |
| Plata              |                    |                         |
| Paavo Nurmi        | Atletismo          | 5000 m M                |
| Paavo Nurmi        | Atletismo          | 3000 m con obstáculos M |
| Ville Ritola       | Atletismo          | 10 000 m M              |
| Antero Kivi        | Atletismo          | Disco M                 |
| Akilles Järvinen   | Atletismo          | Decatlón M              |
| Hjalmar Nyström    | Lucha grecorromana | -82,5 kg M              |
| Kustaa Pihlajamäki | Lucha libre        | 61 kg M                 |
| Aukusti Sihvola    | Lucha libre        | +87 kg M                |
| Bronce             |                    |                         |
| Eino Purje         | Atletismo          | 1500 m M                |
| Ove Andersen       | Atletismo          | 3000 m con obstáculos M |
| Martti Marttelin   | Atletismo          | Maratón M               |
| Vilho Tuulos       | Atletismo          | Triple salto M          |
| Heikki Savolainen  | Gimnasia artística | Caballo con arcos M     |
| Bertil Broman      | Vela               | 12 ft M                 |
| Edvard Westerlund  | Lucha grecorromana | 67,5 kg M               |
| Onni Pellinen      | Lucha grecorromana | 82,5 kg M               |
| Eino Leino         | Lucha libre        | 66 kg M                 |